# Cowboys from Hell
| Оценки критиков               | Оценки критиков |
| Источник                      | Оценка          |
| ----------------------------- | --------------- |
| About.com                     | [ 1 ]           |
| AllMusic                      | [ 2 ]           |
| BBC Music                     | благоприятный   |
| The Daily Vault               | C+              |
| Exclaim!                      | благоприятный   |
| The Rolling Stone Album Guide | [ 6 ]           |

Cowboys from Hell (с англ. — «Ковбои из ада») — пятый студийный альбом американской грув-метал-группы Pantera, который был выпущен 24 июля 1990 года на лейбле Atco Records.
Cowboys from Hell является первым коммерчески успешным альбомом коллектива, ознаменовав собой окончательный уход от глэма в сторону зарождавшегося тогда грув-метала и считается неофициальным дебютным релизом как слушателями, так и самой группой.

## Список композиций
Слова и музыка всех песен — Pantera.
| №   | Название                 | Длительность |
| --- | ------------------------ | ------------ |
| 1.  | «Cowboys from Hell»      | 4:06         |
| 2.  | «Primal Concrete Sledge» | 2:13         |
| 3.  | «Psycho Holiday»         | 5:19         |
| 4.  | «Heresy»                 | 4:46         |
| 5.  | «Cemetery Gates»         | 7:02         |
| 6.  | «Domination»             | 5:04         |
| 7.  | «Shattered»              | 3:22         |
| 8.  | «Clash with Reality»     | 5:16         |
| 9.  | «Medicine Man»           | 5:15         |
| 10. | «Message in Blood»       | 5:10         |
| 11. | «The Sleep»              | 5:45         |
| 12. | «The Art of Shredding»   | 4:19         |

### Диск 2: Бонусный CD расширенного издания
Live At Foundations Forum
| №  | Название                                                  | Длительность |
| -- | --------------------------------------------------------- | ------------ |
| 1. | «Domination» (Live At Foundations Forum 1990)             | 4:55         |
| 2. | «Psycho Holiday» (Live At Foundations Forum 1990)         | 5:25         |
| 3. | «The Art of Shredding» (Live At Foundations Forum 1990)   | 5:47         |
| 4. | «Cowboys from Hell» (Live At Foundations Forum 1990)      | 5:01         |
| 5. | «Cemetery Gates» (Live At Foundations Forum 1990)         | 7:05         |
| 6. | «Primal Concrete Sledge» (Live At Foundations Forum 1990) | 3:51         |
| 7. | «Heresy» (Live At Foundations Forum 1990)                 | 5:12         |

Alive and Hostile E.P.
| №                   | Название                                                    | Длительность |
| ------------------- | ----------------------------------------------------------- | ------------ |
| 8.                  | «Domination» (Live At Monsters In Moscow 1991)              | 7:05         |
| 9.                  | «Primal Concrete Sledge» (Live At Monsters In Moscow 1991)  | 3:17         |
| 10.                 | «Cowboys from Hell» (Live At Foundations Forum 1990 - Edit) | 4:16         |
| 11.                 | «Heresy» (Live At Foundations Forum 1990 - Edit)            | 4:59         |
| 12.                 | «Psycho Holiday» (Live At Monsters In Moscow 1991)          | 5:50         |
| Общая длительность: | Общая длительность:                                         | 62:37        |

### Диск 3: Cowboys from Hell: Демозаписи
Доступен только на Deluxe и Ultimate версиях альбома
| №                   | Название                      | Длительность |
| ------------------- | ----------------------------- | ------------ |
| 1.                  | «The Will to Survive»         | 4:14         |
| 2.                  | «Shattered» (demo)            | 4:47         |
| 3.                  | «Cowboys from Hell» (demo)    | 7:03         |
| 4.                  | «Heresy» (demo)               | 4:42         |
| 5.                  | «Cemetery Gates» (demo)       | 5:19         |
| 6.                  | «Psycho Holiday» (demo)       | 5:09         |
| 7.                  | «Medicine Man» (demo)         | 4:52         |
| 8.                  | «Message in Blood» (demo)     | 4:57         |
| 9.                  | «Domination» (demo)           | 4:45         |
| 10.                 | «The Sleep» (demo)            | 6:15         |
| 11.                 | «The Art of Shredding» (demo) | 4:11         |
| Общая длительность: | Общая длительность:           | 56:14        |

## Участники записи
- Филип Ансельмо — вокал
- Даймбэг Даррелл — гитара, бэк-вокал
- Рекс «Rocker» Браун — бас-гитара, бэк-вокал, акустическая гитара, пианино
- Винни Пол — ударные

### Производство
- Terry Date — продюсер, звукорежиссер, сведение
- Pantera — продюсер, звукорежиссёр, сведение
- Matt Lane — помощник звукорежиссёра
- Howie Weinberg — мастеринг

## Чарты и удостоверения
Чарты (альбом)
| Год  | Чарт                 | Наивысшая позиция |
| ---- | -------------------- | ----------------- |
| 1992 | Top Heatseekers      | 27                |
| 1995 | Swedish Albums Chart | 46                |
| 2010 | Billboard 200        | 117               |
| 2010 | Catalog Albums Chart | 8                 |

Удостоверения
| Страна | Удостоверение | Дата             | Копий продано |
| ------ | ------------- | ---------------- | ------------- |
| U.S.   | Золото        | 14 сентября 1993 | 500 000       |
| U.S.   | Платина       | 16 июля 1997     | 1 000 000     |
| U.K.   | Серебро       | 1 сентября 2006  | 60 000        |
| U.K.   | Золото        | 1 сентября 2006  | 100 000       |